# Seututie 186
Pour les articles homonymes, voir Route 186.
La route régionale 186 (finnois : Seututie 186) est une route régionale allant de Salo jusqu'à l'entrée du port d'Inkoo  en Finlande.

## Description
La route part à proximité de l'hôpital et du golf de Salo.
Elle est reliée à  la route principale 52 au sud de Salo, la route nationale 25 et la route principale 51 d'Inko.
Le château de Mustio (fi) est en bordure de la route.

## Parcours
- Inkoo
- Karjalohja
- Mustio
- Salo